# Battaglia di Cầu Giấy
La battaglia di Cầu Giấy o battaglia del Ponte di Carta, combattuta il 19 maggio 1883, fu uno dei numerosi scontri tra i francesi e l'Esercito della bandiera nera durante la Campagna del Tonchino (1883-1886). Una piccola forza francese al comando del capitano di vascello Henri Rivière attaccò una forte posizione difensiva delle Bandiere nere nei pressi di un villaggio a poche miglia a ovest di Hanoi, Cầu Giấy, presso un ponte noto ai francesi come "Ponte di Carta" (Pont de Papier). Dopo un iniziale successo, i francesi furono infine accerchiati e solo con difficoltà riuscirono a riorganizzarsi e a ripiegare su Hanoi. Rivière e diversi altri ufficiali superiori furono uccisi nell'azione.

## Contesto

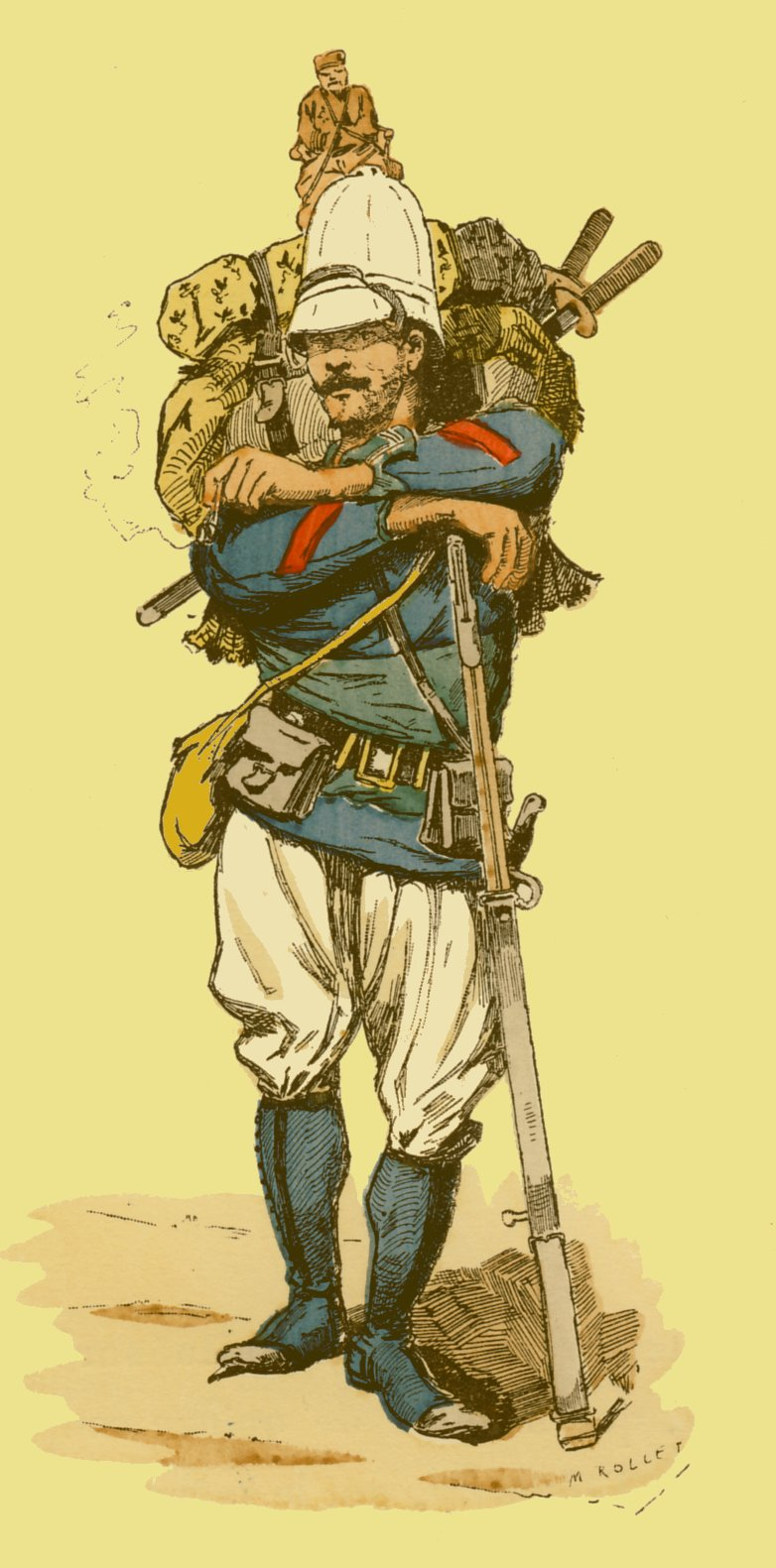
Fante francese in Tonchino, 1883

L'interesse francese per il Tonchino risaliva agli anni sessanta del XIX secolo, quando la Francia annetté diverse province meridionali del Vietnam creando la colonia di Cocincina e gettando le basi per il successivo impero coloniale in Indocina. Gli esploratori francesi risalirono il corso del Fiume Rosso attraverso il Tonchino fino a raggiungere la sua sorgente nello Yunnan. Ciò suscitò in loro la speranza di poter stabilire una proficua rotta commerciale via terra con la Cina, aggirando i porti delle province costiere cinesi. Il principale ostacolo alla realizzazione di questo sogno era l'Esercito della bandiera nera, un gruppo di banditi ben organizzato guidato da un formidabile leader, Liu Yongfu, che imponeva tasse esorbitanti sul commercio lungo il Fiume Rosso tra Sơn Tây e Lào Cai, al confine con lo Yunnan.
L'intervento francese in Tonchino fu precipitato dal capitano di vascello Henri Rivière, inviato con una piccola forza militare francese ad Hanoi alla fine del 1881 per indagare sulle lamentele dei vietnamiti nei confronti delle attività dei mercanti francesi. Sfidando le istruzioni dei suoi superiori, Rivière prese la cittadella di Hanoi il 25 aprile 1882. Sebbene Rivière abbia poi restituito il controllo della cittadella ai vietnamiti, il suo ricorso alla forza fu accolto con allarme sia in Vietnam sia in Cina. Il governo vietnamita, incapace di affrontare Rivière con il proprio esercito, si avvalse dell'aiuto di Liu Yongfu, i cui soldati delle Bandiere nere, ben addestrati ed esperti, si sarebbero rivelati una spina nel fianco per i francesi. Nel 1873 le Bandiere nere avevano già inflitto un'umiliante sconfitta a una forza francese, quella guidata dal tenente di vascello Francis Garnier. Come Rivière nel 1882, Garnier aveva oltrepassato le sue istruzioni ed aveva compiuto una serie di operazioni militari in Tonchino. Liu Yongfu, chiamato dal governo vietnamita, pose fine a una notevole serie di vittorie francesi sconfiggendo Garnier sotto le mura di Hanoi. Garnier rimase ucciso nello scontro e il governo francese in seguito sconfessò la sua spedizione.
I vietnamiti chiesero anche il sostegno della Cina. Il Vietnam era da tempo uno Stato tributario della Cina, la quale accettò di armare e sostenere le Bandiere nere e di opporsi segretamente alle operazioni francesi nel Tonchino. La corte Qing inviò anche un forte segnale ai francesi: la Cina non avrebbe permesso che il Tonchino cadesse sotto il controllo della Francia. Nell'estate del 1882 le truppe degli eserciti cinese dello Yunnan e del Guangxi attraversarono il confine con il Tonchino, occupando Lạng Sơn, Bắc Ninh, Hưng Hóa e altre città. Il ministro francese in Cina, Frédéric Bourée, era talmente allarmato dalla prospettiva di una guerra che tra il novembre e il dicembre del 1882 negoziò un accordo con lo statista cinese Li Hongzhang per dividere il Tonchino in due sfere di influenza, una francese e una cinese. I vietnamiti non furono consultati da nessuna delle due parti in causa.

## Nam Định e Gia Cuc

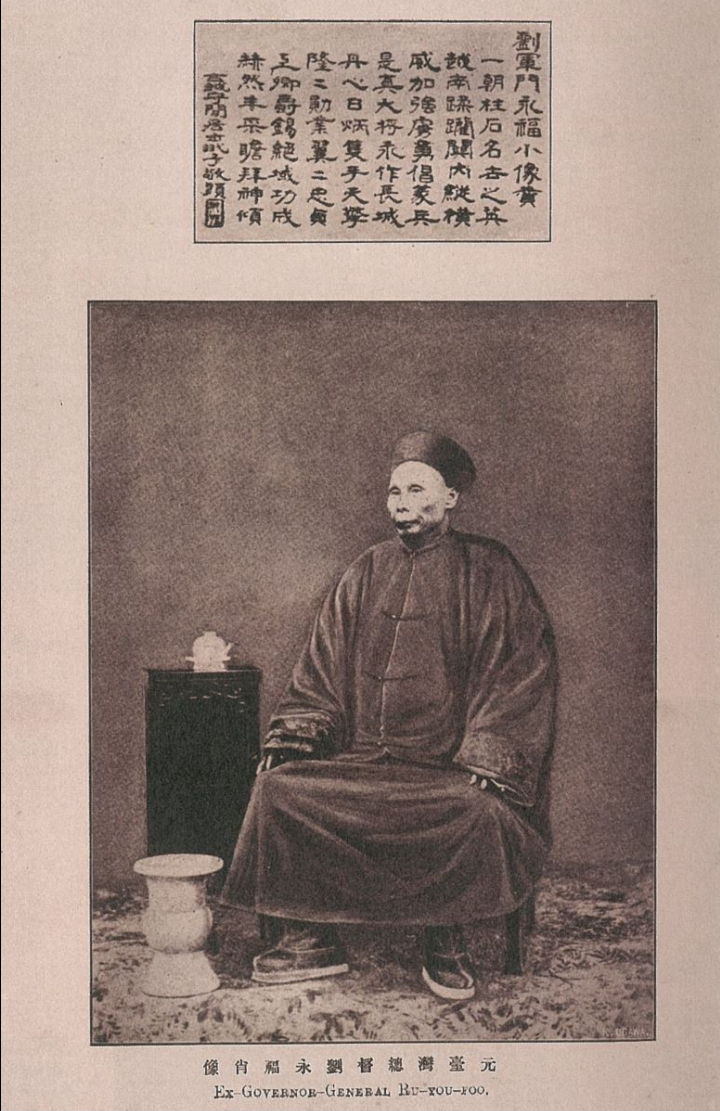
Liu Yongfu (1837–1917)

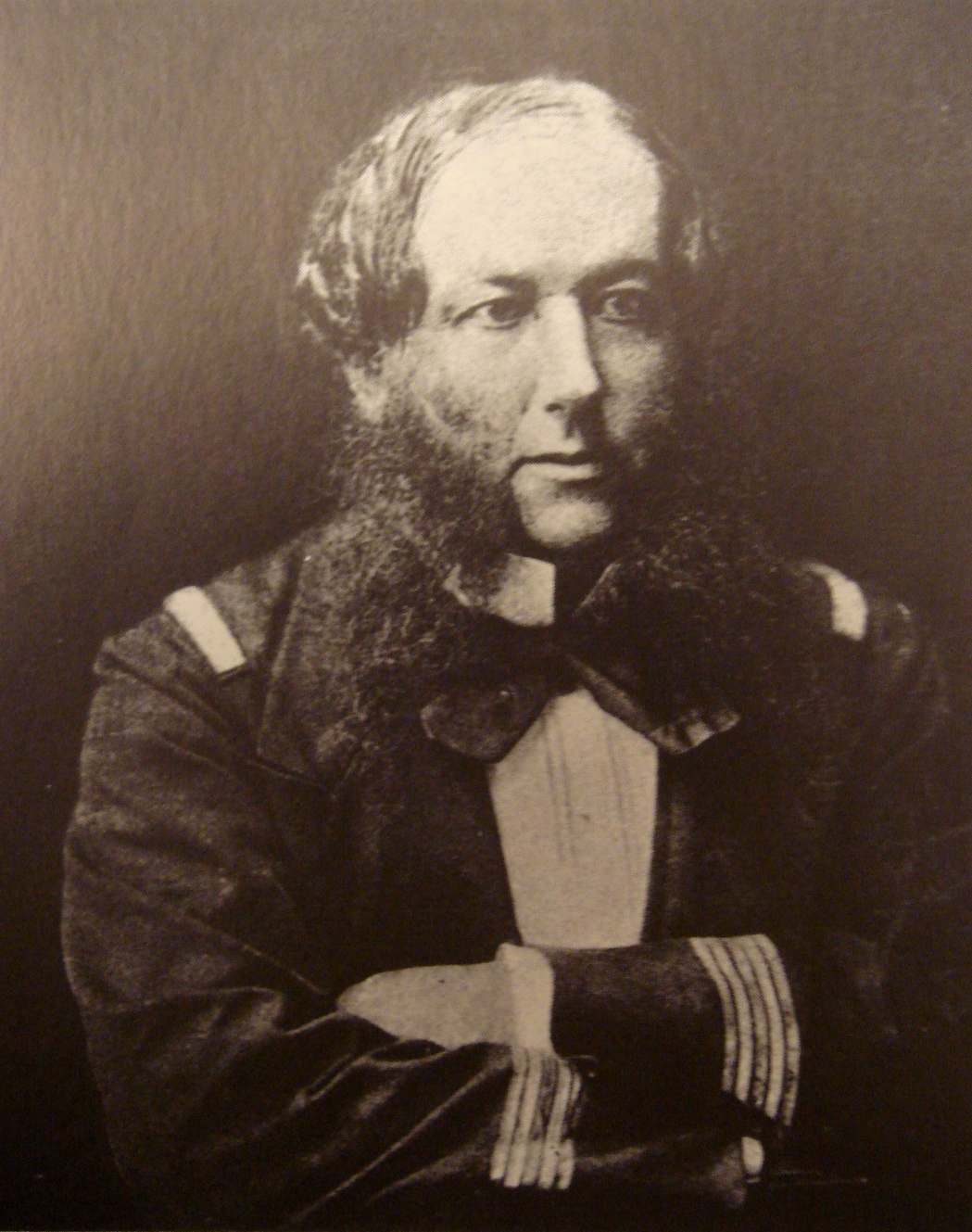
Henri Rivière (1827–1883)

Rivière, deluso dall'accordo raggiunto da Bourée, all'inizio del 1883 decise di forzare la situazione. Di recente gli era stato inviato dalla Francia un battaglione di fanteria di marina, che gli metteva a disposizione uomini sufficienti per avventurarsi oltre Hanoi. Il 27 marzo 1883, per assicurarsi le linee di comunicazione fra Hanoi e la costa, Rivière prese la cittadella di Nam Định con una forza di 520 soldati francesi sotto il suo comando personale. Mentre Rivière era impegnato a Nam Định, le Bandiere nere, guidate da Liu Yongfu, e i vietnamiti, guidati dal principe Hoàng Kế Viêm, attaccarono Hanoi, ma furono respinti dallo chef de bataillon Berthe de Villers nella battaglia di Gia Cuc del 28 marzo 1883. Rivière era esultante: "Questo li costringerà a portare avanti la questione del Tonchino!"
Nell'aprile del 1883 il mandarino cinese Tang Jingsong, che era stato inviato in Vietnam nel 1882 per valutare la capacità del governo vietnamita di resistere all'invasione francese del Tonchino, ricompose il dissidi che si erano creati tra Liu Yong fu ed il principe Hoàng Kế Viêm. La decisione di Liu Yongfu di impegnare più seriamente l'Esercito della bandiera nera contro i francesi avrebbe avuto importanti conseguenze, innescando una catena di eventi che sarebbe culminata nella guerra franco-cinese (agosto 1884-aprile 1885).

## La battaglia
La battaglia di Cầu Giấy fu provocata da una sfida lanciata da Liu Yongfu, che il 10 maggio 1883 fece affiggere ad Hanoi dei cartelli nei quali si sfidava Rivière a uscire dalla città e ad affrontare l'Esercito della bandiera nera in campo aperto. Rivière riteneva che il prestigio francese gli imponesse di rispondere a questa sfida e all'alba del 19 maggio 1883 guidò una colonna di circa 450 soldati e marinai francesi contro le Bandiere nere, accampate a Phủ Hoài, poche miglia a ovest di Hanoi. La colonna era composta da due compagnie di fanteria di marina, dalle compagnie da sbarco delle navi da guerra francesi Victorieuse e Villars e da tre pezzi di artiglieria.
Il piano francese fu scoperto dalle spie di Liu Yongfu, che tese un'imboscata alla colonna francese vicino al villaggio di Cầu Giấy, presso il "Ponte di Carta" (Pont de Papier), un ponte su un piccolo fiume che prendeva il nome da una vicina cartiera. Le Bandiere nere furono schierate a ovest del ponte, nei villaggi di Trung Thong, Ha Yen Ke e Thien Thong. Tutti e tre i villaggi erano circondati da fitti boschetti di bambù e da gruppi di alberi, che fornivano un'ottima copertura alle Bandiere nere e permettevano a Liu Yongfu di manovrare i suoi uomini senza che fossero visti dai francesi.
La colonna francese partì da Hanoi all'alba e raggiunse il "Ponte di Carta" intorno alle 7.30. Rivière non era in salute e la colonna era quindi al comando dello chef de bataillon Berthe de Villers, il vincitore della battaglia di Gia Cuc. Mentre attraversava il ponte, l'avanguardia francese subì il fuoco degli fucilieri delle Bandiere nere. Berthe de Villers schierò immediatamente i suoi uomini in linea e si spinse in avanti contro gli avversari, allontanandoli dai villaggi di Ha Yen Ke e Thien Thong. Liu Yongfu mise in campo le sue riserve, attese che la linea nemica fosse completamente impegnata e lanciò un improvviso attacco contro l'ala destra francese. Un reggimento delle Bandiere nere portatosi in posizione vantaggiosa, si schierò in linea, si inginocchiò e sparò una serie di precise raffiche di fucileria a distanza ravvicinata. Berthe de Villers fu ferito a morte in questo scontro e Rivière dovette prendere il comando della colonna francese.
Per evitare di essere accerchiato, Rivière ordinò ai suoi uomini di ritirarsi e di raggrupparsi sul lato opposto del "Ponte di Carta". La ritirata francese fu inizialmente condotta in buon ordine, per reparti, e fu coperta dai tre cannoni. Quando uno dei cannoni si rovesciò per il rinculo, Rivière e i suoi ufficiali si precipitarono in avanti per aiutare gli artiglieri a raddrizzarlo e le Bandiere nere spararono una raffica su questo gruppo di uomini in difficoltà. La raffica uccise un ufficiale francese e ferì Rivière e molti dei suoi uomini. Approfittando della confusione che si era creata nella linea francese, le Bandiere nere si lanciarono in avanti e respinsero la retroguardia francese. Durante il combattimento Rivière rimase ucciso. La catastrofe totale fu evitata solo dalla freddezza del tenente di vascello Pissère, che assunse il comando della demoralizzata colonna francese, schierò la fanteria francese dietro un argine sul lato orientale del "Ponte della Carta" e respinse una serie di tentativi delle Bandiere nere di attraversare il ponte. Gli scontri alla fine si spensero e Pissère fece marciare in buon ordine verso Hanoi la colonna francese sconfitta.

## Perdite

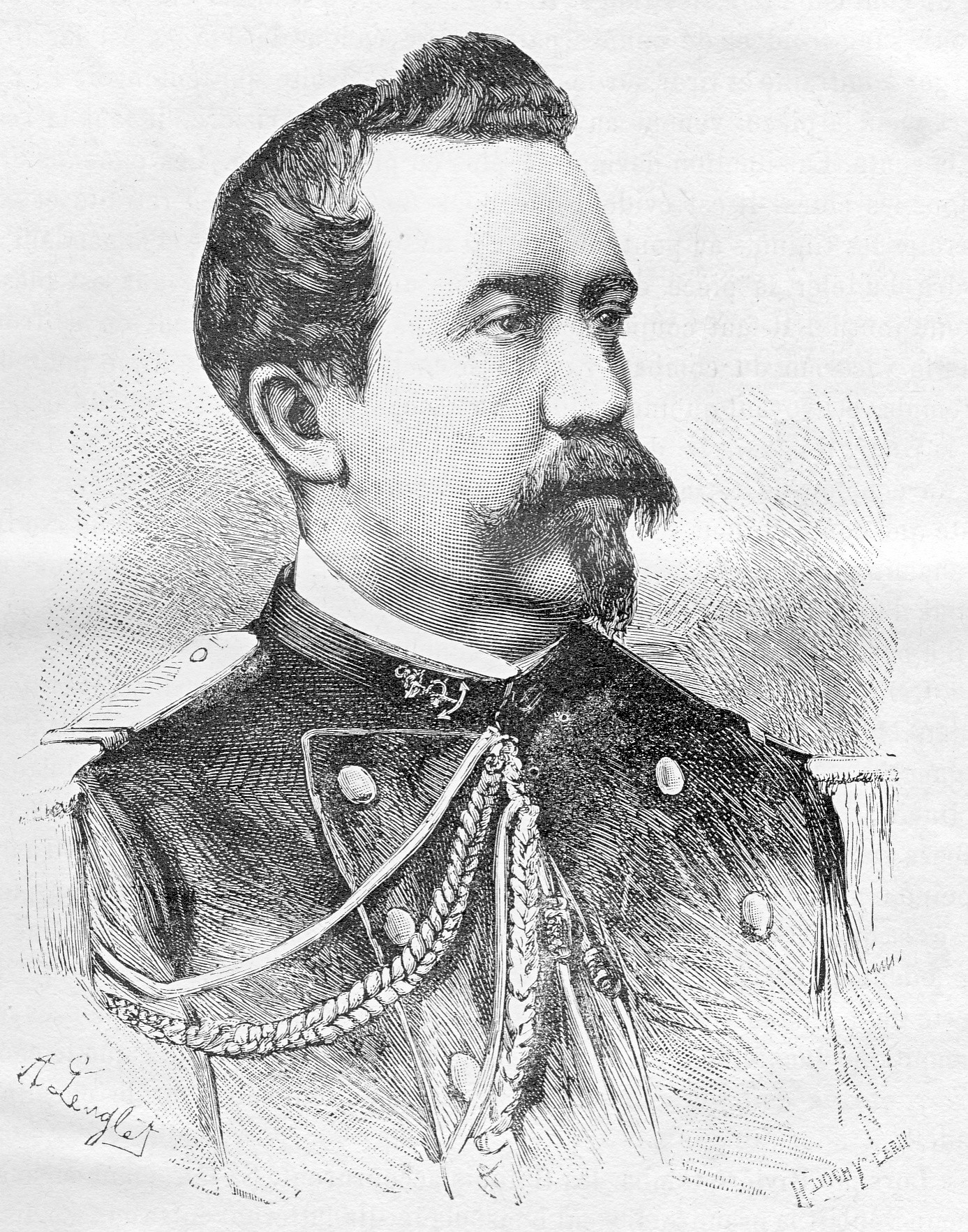
Berthe de Villers (1844–1883)

Le perdite francesi nella battaglia di Cầu Giấy furono di 5 ufficiali e 30 soldati uccisi e 6 ufficiali e 46 soldati feriti. Oltre a Rivière, tra i morti vi erano lo chef de bataillon Berthe de Villers, il capitano Jacquin, il tenente di vascello Héral de Brisis e il guardiamarina Moulun.
Le perdite dell'Esercito della bandiera nera furono di circa 50 morti e 56 feriti, tra cui due comandanti di battaglione, Yang Zhu'en (楊著恩) e Wu Fengdian (吳鳳典).

## Significato

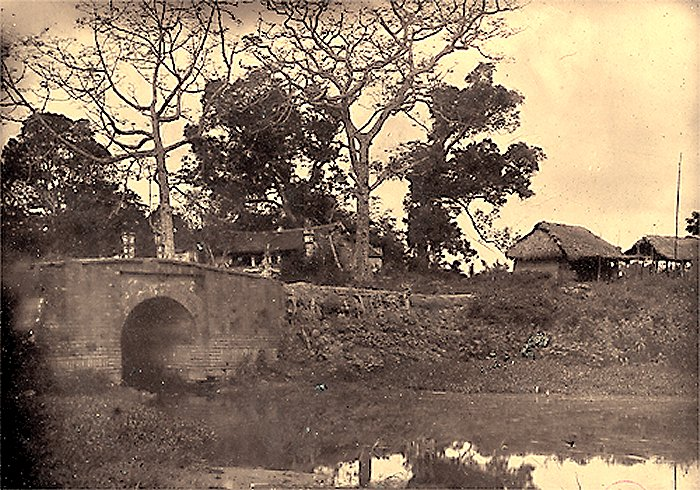
Il "Ponte di carta" (Pont de Papier)

La battaglia fu una grave sconfitta per i francesi, ma il suo risultato finale fu quello di rafforzare la determinazione del governo di Jules Ferry di imporre il protettorato francese sul Tonchino. La notizia della sconfitta e della morte di Rivière giunse a Parigi il 26 maggio 1883: il ministro della marina, ammiraglio Peyron, dichiarò: "La Francia vendicherà i suoi figli gloriosi!". La camera dei deputati votò immediatamente uno stanziamento di tre milioni e mezzo di franchi per finanziare l'invio di un forte corpo di spedizione nel Tonchino.
Negli anni successivi alcuni critici misero in discussione la tattica adottata da Rivière durante la battaglia, sostenendo che l'aveva persa perché era stato troppo impetuoso. In particolare gli fu rimproverato di aver accettato troppo leggermente la battaglia e di aver esposto i suoi cannoni alla cattura posizionandoli troppo in avanti. Negli anni Trenta il colonnello Auguste Thomazi, storico della conquista francese dell'Indocina, fece del suo meglio per confutare queste critiche: